# Andreas Brandt (Cartoonist)

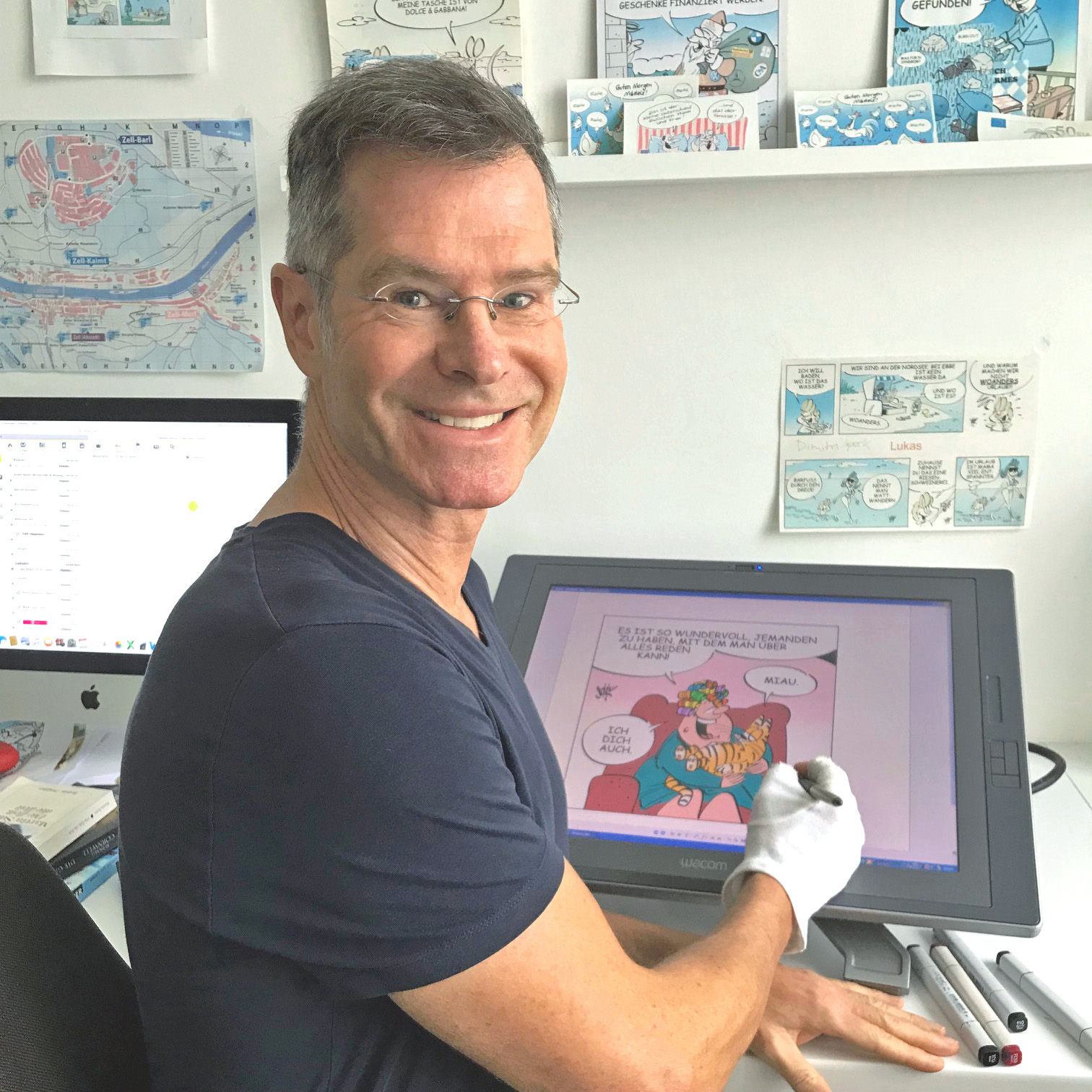
Andreas Brandt 2023

Andreas Brandt, Pseudonym Sebby (* 12. November 1963 in Cäciliengroden), ist ein deutscher Cartoonist.
Bereits während seiner Schulzeit in Jever hatte Brandt erste Cartoon-Veröffentlichungen. Nach dem Abitur arbeitete er viele Jahre als Zeichner und Texter in einer Oldenburger Werbeagentur, ehe er sich 1997 als Cartoonist selbstständig machte. Es folgten diverse Lizenzarbeiten (Pippi Langstrumpf, Sandmännchen etc.).
Im Jahre 2000 zog er nach Berlin um. Seitdem konzentriert sich Brandt fast ausschließlich auf die Produktion eigener Pressecomics. Seit 2010 lebt er mit seiner Frau überwiegend in Zell an der Mosel.
Sein Comic Strip ‚Tierische Zeiten’ gewann 2011 ein Voting der Leser des renommierten St. Galler Tagblatts in der Schweiz und setzte sich dabei gegen einige der weltweit bekanntesten Comic Strips durch.
Seine Arbeiten werden regelmäßig in Zeitungen, Zeitschriften und Magazinen in 5 deutschsprachigen Ländern veröffentlicht. Darunter in vielen Zeitungen täglich.
Einem größeren Publikum wurde Brandt durch Kurzportraits seiner Person im Fernsehen bekannt.